# Marie S. Arwidson
Marie Moana Schrewelius Arwidson, född Bruneau 13 juni 1951 i Stockholm, är en svensk företagsledare.
Schrewelius Arwidson är dotter till direktören Leif Bruneau. Efter skolgång vid Franska skolan och Norra Real blev Schrewelius Arwidson civilekonom vid Handelshögskolan i Stockholm 1974. Därefter började hon arbeta på Sveriges Industriförbund med organisationsutveckling för att sedan ta anställning i Svenska Cellulosa- och Pappersbruksföreningen 1976. Hon arbetade där inom marknadsutveckling och statistik innan hon 1980 blev assistent åt VD och representant för Sverige i internationella marknads- och prognoskommittéer. 
Schrewelius Arwidson avancerade till vice president international med fokus på EU-frågor 1992. Från 1996 arbetade hon deltid för Confederation of European Paper Industries, den europeiska pappersindustrins gemensamma branschorganisation i Bryssel, som koordinator för projektet “European Declaration on Paper Recovery”. 1998 blev hon director general för samma organisation för att i sex år representera den europeiska pappersindustrin gentemot EU:s institutioner. Schrewelius Arwidson är en av grundarna till den globala organisationen International Council of Forest and Paper Assiociations och ledde nätverket under åren 2000–2002. 
Schrewelius Arwidson återflyttade 2003 till Sverige och tillträdde som VD för bransch- och arbetsgivarorganisationen Skogsindustrierna, en position hon innehade i 10 år till sin pensionering 2013. Som VD arbetade hon bland annat med klimat, hållbarhet och energifrågor, de politiska processerna i Sverige och EU samt med avtalsförhandlingarna för branschen. Efter sin pensionering var Schrewelius Arwidson konsult i Nestor Advisors AB. 
Utöver sin karriär inom skogsindustrin har Schrewelius Arwidson under åren haft flera styrelseposter och förtroendeuppdrag. Hon var ordförande i styrelsen för Andra AP-fonden 2010–2018, ledamot i IVL Svenska Miljöinstitutet 2004–2010, Banverket 2005–2010 och Trafikverket 2010–2012, International Chamber of Commerce, Sweden 2003–2013 och Rottneros AB 2015–2023. Hon är ledamot i Kungliga Ingenjörsvetenskapsakademin sedan 2002.  
Schrewelius Arwidson är gift och har två barn.